# Царский сын Куша
| sw | zA | n | k · S | T14 | N25 |

| sw | zA | n | k · S | T14 | N25 |

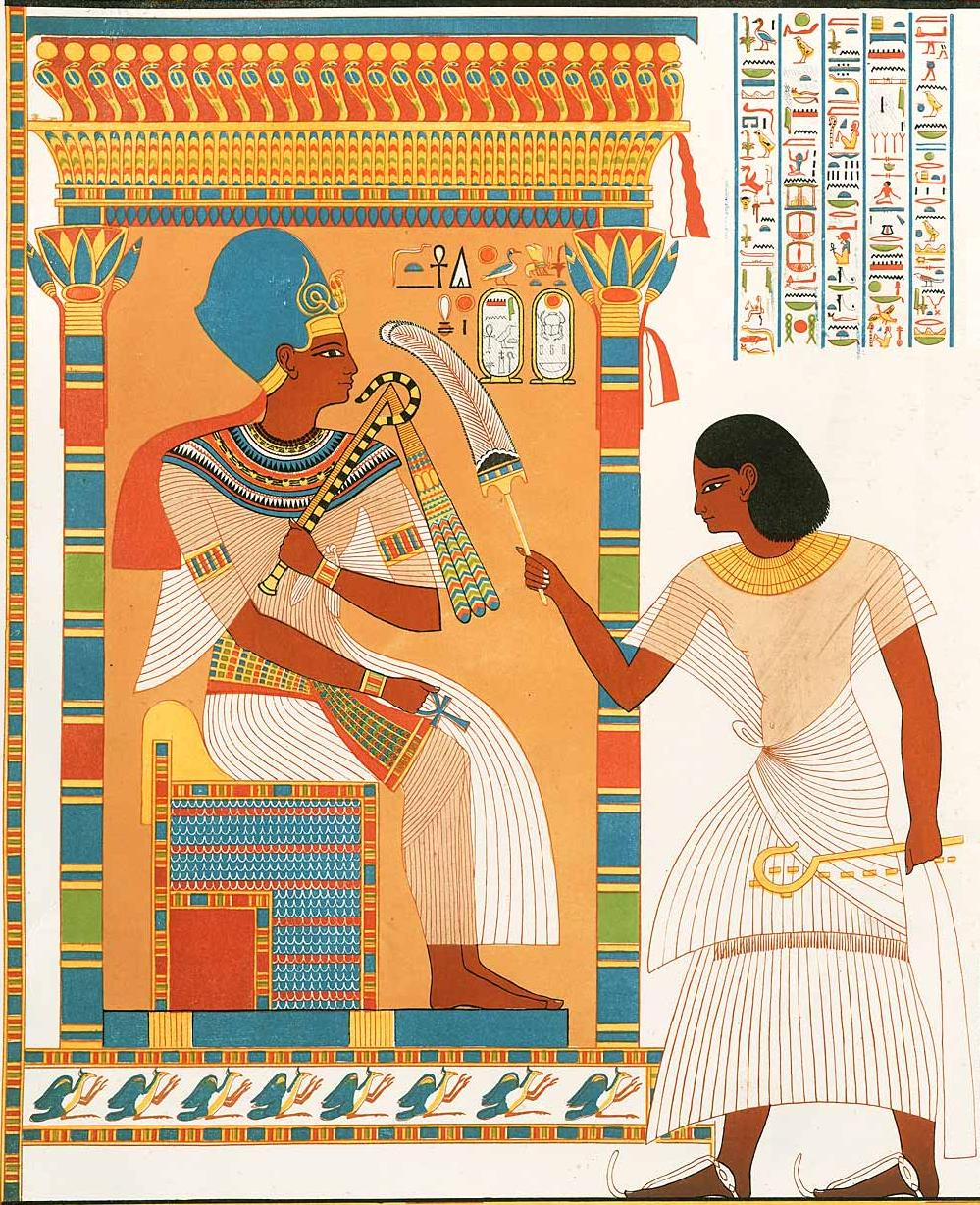
Царский сын Куша Аменхотеп Хеви перед царём Тутанхамоном

Царский сын Куша (древнеег. S-nswt-n-Kš (Sa-nisut-n-Kush)) — титул древнеегипетского наместника в Нубии (Куше) с XIV в. до н.э.
Египетская военная администрация сложилась в Нубии уже в период XVIII династии. До периода правления царя Тутмоса IV (ок. 1397—1388 гг. до н. э.) основным титулом царского наместника в Нубии был титул «Царский сын, начальник южных стран». После подавления мятежа на севере Нубии, в области Уауат, весной 8-го года правления Тутмоса IV египетский наместник получил титул Царского сына Куша.

## Примерный список «Царских сыновей, начальников южных стран» и «Царских сыновей Куша»

### Новое царство
| Имя                 | Время правления | Комментарий |
| XVII—XVIII династия | XVII—XVIII династия | XVII—XVIII династия |
| ------------------- | --- | --- |
| Се                  | (?) сер. XVI до н. э., (?) при царе Уадж-хепер-Ра (Камосе)                                                              | «царский сын, начальник южных стран, комендант чужеземной страны, начальник золота любого места (?) царского сына» |
| Са-Таит             | 2-я пол. XVI до н. э., при царе Неб-пехти-Ра (Яхмосе I)                                                                 | «царский сын, начальник южных стран» |
| Яхмос Тури          | кон. XVI—нач. XV до н. э., при царях Джосер-ка-Ра (Аменхотепе I) и Аа-хепер-ка-Ра (Тутмосе I)                           | Сын Са-Таита. «Царский сын южного района, казначей царя Нижнего Египта, доверенный царя в южных странах, наполняющий сердце царя прекрасным» |
| Сени                | 1-я пол. XV до н. э., при царе Аа-хепер-ен-Ра (Тутмосе II) и царице Хатшепсут                                           | «Царский сын, начальник южных стран, правитель южной резиденции, казначей царя Нижнего Египта, начальник обеих житниц Амона» |
| Нехи                | сер. XV до н. э., при царе Мен-хепер-Ра (Тутмосе III)                                                                   | «Царский сын, начальник южных стран, казначей царя Нижнего Египта, первый царский вестник, первый колесничий, начальник врат, доверенный царя в Та-сети, доверенный царя до южных пределов и др.» |
| Инебни              | 2-я пол. XV до н. э., при царе Мен-хепер-Ра (Тутмосе III)                                                               | «Царский сын, начальник южных стран, полезный своему господину» |
| Аменемнеху          | 2-я пол. XV до н. э., при царе Мен-хепер-Ра (Тутмосе III)                                                               | «Царский сын, начальник южных стран» |
| Усерсатет           | кон. XV до н. э., при царе Аа-хеперу-Ра (Аменхотепе II)                                                                 | «Царский сын, начальник южных стран, великий любовью, начальник дома Мейдума, доверенный царя в украшении памятников его в странах южных, казначей царя Нижнего Египта, наперсник благого бога и др.» |
| (?) Мер-Осирис      | нач. XIV до н. э., при царях Аа-хеперу-Ра (Аменхотепе II) и Мен-хеперу-Ра (Тутмосе IV)                                  | Первый наместник, получивший титул Царского сын Куша |
| Аменхотеп           | 1-я пол. XIV до н. э., при царях Мен-хеперу-Ра (Тутмосе IV) и Ниб-маат-Ра (Аменхотепе III)                              | «Царский сын Куша, начальник южных стран, доблестный царя, начальник скота Амона, начальник работ юга и севера, глава конюшен его величества, царский писец, носитель опахала справа от фараона» |
| Меримос             | 1-я пол. XIV до н. э., при царе Ниб-маат-Ра (Аменхотепе III)                                                            | Ок. 1383 до н. э. (5-й год правления Аменхотепа III) руководил подавлением мятежа в Нубии. «Царский сын Куша, начальник южных стран, начальник чужеземных стран всего Куша, начальник сокровищницы, носитель опахала справа от фараона, великий начальник войска его величества, доверенный благого бога и др.» |
| Тутмос              | 2-я пол. XIV до н. э., при царе Нефер-хеперу-Ра (Эхнатоне)                                                              | «Царский сын Куша, начальник южных стран, начальник золотых стран Амона, начальник строителей, носитель опахала справа от фараона, начальник пограничной полосы (?) его величества» |
| Аменхотеп Хеви      | кон. XIV до н. э., при царе Неб-хеперу-Ра (Тутанхамоне)                                                                 | «Царский сын Куша, начальник южных стран, носитель опахала справа от фараона, начальник золотых стран господина обеих земель, начальник скота Амона в земле Куш, начальник золотых стран Амона и др.». Жена: Таемуадиси.                                                                                        |
| Пасер I             | кон. XIV—нач. XIII до н. э., при царях Хепер-хеперу-Ра (Эйе), Джосер - хеперу-Ра (Хоремхебе) и Мен-пехти-Ра (Рамсесе I) | «Царский сын Куша, начальник южных стран, носитель опахала справа от фараона, начальник земель Амона в земле нубийцев, начальник золотых стран, начальник земель дома Амона» |
| XIX династия        | | |
| Аменемипет          | 1-я пол. XIII до н. э., при царях Мен-маат-Ра (Сети I) и Усер-маат-Ра (Рамсесе II)                                      | Сын Пасера I. Ок. 1282 до н. э. (8-й год правления Сети I) руководил подавлением мятежа в Нубии. «Царский сын Куша, начальник южных стран, носитель опахала справа от фараона, первый колесничий его величества»                                                                                                |
| Иуни                | 1-я пол. XIII до н. э., при царях Мен-маат-Ра (Сети I) и Усер-маат-Ра (Рамсесе II)                                      | «Царский сын Куша, царский сын в Та-сети, начальник чужеземных стран в странах юга, носитель опахала справа от фараона, начальник конюшен, колесничий его величества» |
| Хеканахт            | при царе Усер-маат-Ра (Рамсесе II)                                                                                      | «Царский сын Куша, начальник южных стран, носитель опахала справа от фараона, казначей царя Нижнего Египта, посланец во всякую чужеземную страну, подкрепляющий сердцем правду, угодную его господину» |
| Пасер II            | при царе Усер-маат-Ра (Рамсесе II)                                                                                      | «Царский сын Куша, начальник южных стран» |
| Хеви                | при царе Усер-маат-Ра (Рамсесе II)                                                                                      | «Царский сын Куша, начальник южных стран, носитель опахала справа от фараона, начальник южных житниц, главенствующий в Та-сети, глава лучников, царский писец, начальник конюшен Рамсеса II, царский посланец во всякую чужеземную страну, начальник табунов, аместитель его величества в кавалерии»            |
| Сетау               | при царе Усер-маат-Ра (Рамсесе II)                                                                                      | «Царский сын Куша, начальник южных стран, носитель опахала справа от фараона, казначей царя Нижнего Египта, начальник золотых стран господина обеих земель, стоящий во главе жрецов hrjw-hb Амона, начальник двойного дома серебра и золота, руководитель праздника Амона и др.»                                |
| Хаэмчетри           | кон. XIII до н. э., при царе Ба-ен-Ра (Мернептахе)                                                                      | «Царский сын, начальник южных стран, носитель опахала и скипетра справа от фараона» |
| Мессуи              | кон. XIII—нач. XII до н. э., при царях Ба-ен-Ра (Мернептахе), Мен--ми-Ра (Аменмесе) и Усер-хеперу-Ра (Сети II)          | «Царский сын Куша, начальник южных стран, носитель опахала и скипетра справа от фараона, царский писец, избранник из южной земли» |
| Сети                | нач. XII до н. э., при царе Эхен-Ра (Саптахе)                                                                           | «Царский сын Куша, начальник южных стран, носитель опахала от фараона, начальник золотых стран Амона, первый конюший, глаза царя Верхнего Египта и уха царя Нижнего Египта, начальник сокровищницы, начальник документов царской палаты, первый жрец Тота, великий домоправитель Амона-Ра»                      |
| Хори I              | нач. XII до н. э., при царях Эхен-Ра (Саптахе), Сат-Ра Меренмут (Таусерт) и Усерк-кау-Ра (Сетнахте)                     | Сын Хаэмуасида Камы. «Царский сын Куша, начальник южных стран» |
| XX династия         | | |
| Хори II             | 1-я пол. XII до н. э., при царях Рамсесе III и Рамсесе IV                                                               | Сын Хори I. «Царский сын Куша, начальник южных стран, носитель опахала справа от фараона, царский писец» |
| Пасер III           | сер. XII до н. э., при царе Рамсесе IV                                                                                  | Сын Хори II. «Царский сын Куша» |
| Саисет              | 2-я пол. XII до н. э., при царе Рамсесе VI                                                                              | «Царский сын Куша» |
| Анхотеп             | | «Царский сын Куша, начальник южных стран, писец жертвоприношений господина обеих земель, начальник дома Амона, начальник обеих житниц» |
| Нахер               | кон. XII до н. э., при царе Рамсесе IX                                                                                  | «Царский сын Куша» |
| Унтауат             | кон. XII до н. э., при царе Рамсесе IX                                                                                  | Сын Нахера. «Царский сын Куша» |
| Рамессенахт         | кон. XII—нач. XI до н. э., при царях Рамсесе IX, Рамсесе X и Рамсесе XI                                                 | Сын Унтауата. «Царский сын Куша, начальник чужеземных стран, носитель опахала справа от фараона, царский писец, начальник золотых стран Амона-Ра, первый глава конюшен его величества» |
| Панехси             | нач. XI—ок. 1087 г. до н. э. (18-й год правления Рамсеса XI)                                                            | В 12-й год правления Рамсеса XI захватил Фивы и провозгласил себя Верховным жрецом Амона-Ра. «Царский сын Куша, начальник южных земель, носитель опахала по правую руку от царя, распорядитель житниц царя, глава лучников фараона, царский писец, глава царских войск»                                         |
| Херихор             | с ок. 1087 (18-й год правления Рамсеса XI)                                                                              | В 19-й год правления Рамсеса XI провозгласил себя царём в Фивах. «Царский сын Куша, начальник житниц, Верховный жрец Амона-Ра» |
| Тен (Кма?)-…        | при царе Рамсесе XI) | «Царский сын Куша, вельможа» |

### Третий переходный период
| Имя                 | Время понтификата                                              | Комментарий |
| XXI династия        | XXI династия                                                   | XXI династия |
| ------------------- | -------------------------------------------------------------- | --- |
| Пианх (Паанех)      | 1-я пол.—сер. XI до н.э., при царях Херихоре—Пинеджеме I       | Сын или зять Херихора, отец Пинеджема I. «Царский сын Куша, начальник южных стран, носитель опахала по правую руку от царя, верховный жрец Амона, начальник обеих житниц фараона, царский писец, начальник лучников фараона, начальник города, чати, первый во главе воинов всего Египта, вельможа» |
| Несхонс (Несихонсу) | 1-я пол. X до н.э., при правителе Верхнего Египта Пинеджеме II | Дочь верховного жреца Амона Смендеса II, жена верховного жреца Амона Пинеджема II. «Царская дочь Куша, владычица южных стран, первая жрица» |
| XXII династия       |                                                                | |
| Осорконанех         |                                                                | «Царский сын Куша, начальник южных стран, носитель опахала по правую руку от царя» |